# Evandro do Bandolim
Josevandro Pires de Carvalho (João Pessoa, 19 de março de 1932 — São Paulo, 30 de outubro de 1994), conhecido como Evandro do Bandolim, foi um compositor e bandolinista brasileiro de choro.

## Biografia
Com 13 anos já freqüentava as rodas de choro, ao lado de seu professor Luperce Miranda. Gravou cerca de vinte discos. Teve um disco editado na França ("Le Bandolin Brésilien par Evandro").
Foi convidado a participar de gravações e shows com músicos brasileiros de renome como Altamiro Carrilho, Elza Soares, Elizeth Cardoso, Emilinha Borba, Inezita Barroso, Jamelão, Moreira da Silva, Nélson Gonçalves e Sivuca.
Desde a segunda metade dos anos 1960 na cidade de São Paulo, Evandro e Seu Regional, juntamente com o Conjunto Atlântico, de Antonio D'Áuria e, depois, Isaías e seus Chorões, destacaram-se entre os grupos na defesa do choro na Pauliceia. Evandro do Bandolim foi um notável nome das noites da cidade trabalhando, por exemplo, no boêmio Bar Jogral.
Gravou pelo selo Marcus Pereira, dedicado à cultura brasileira. À época, nos anos 1970 e 80, tomou parte de vários programas televisivos, especialmente aqueles produzidos na TV Cultura, sob o comando de Julio Lerner e Fernando Faro. Deu aulas de instrumento na tradicional Loja Del Vecchio. Pelo seu regional passaram vários músicos importantes como Manoelzinho da Flauta, José Pinheiro do violão, Lucio França, cavaquinho, Silvio Modesto, ritmo, José Reli, pandeiro, Luizinho 7 cordas, entre outros. Tomou parte na apresentação gravada ao vivo no Ópera Cabaré - SP - em 30/12/1978, no LP RGE de Cartola "CARTOLA - SEU ÚLTIMO SHOW AO VIVO".
Após o seu falecimento, o espaço onde se pratica há anos uma roda de choro na Contemporânea, no bairro de Santa Ifigênia, foi batizado de Sala Evandro do Bandolim em sua homenagem. É um dos mais importantes redutos do choro paulista.

## Composições
- "Manhoso"
- "Meu bandolim no choro" (com Daniel)
- "Não te metas" (com Amador Pinho)
- "No tempo do rapé" (com Niquinho)

## Discografia
- (1961) "Evandro do Bandolim" - Chantecler - LP
- (1974) "Brasil, Flauta, Bandolim E Violão" - Discos Marcus Pereira - LP
- (1977) "Meu Bandolim no Choro - Evandro e Seu Conjunto" - Chantecler - LP
- (1978) "Cordas que Choram" - Copacabana Discos - LP
- (1979) "Inezita Barroso Canta e Evandro no Choro" - Copacabana Discos - LP
- (1991) "O Bandolim Brasileiro de Evandro" - CD
- (1991) "Evandro e o Conjunto Roda de Choro" - Gravadora Tartaruga (Japão) - CD
- (1992) "Valsas brasileiras" - Gravadora Tartaruga (Japão) - CD
- (1993) "Memórias" - Gravadora Tartaruga (Japão) - CD
- (1994) "Memórias, Volume 2" - Gravadora Tartaruga (Japão) - CD
- (1997) "Evandro do Bandolim e seu Regional interpretam 24 sucessos" - Gravadora Movieplay - CD